# Prévention des conflits dans les élections communales
Initialement (1998-2003), COPCEL est l'acronyme de « Conflict Prevention on Commune Elections », littéralement « Prévention des conflits dans les élections communales ». Le terme a depuis lors évolué (on parle aussi de « COPCEL II » pour souligner l'acception actuelle) et signifie « Conflict Prevention on Cambodgian Elections », littéralement « Prévention des conflits dans les élections Cambodgiennes ».
Il s'agit d'une procédure mise en place au Cambodge par le Cambodian Development Resource Institute (CDRI), visant à mettre en présence l'ensemble des acteurs d'un débat politique aux fins de rendre publiques toutes les « aspérités » des dossiers, ainsi qu'à une action de médiation dans la définition des cadres des enjeux électoraux.
Les COPCEL ont été créés à l'initiative de l'homme politique Ok Serei Sopheak. Il s'agit pour l'heure d'un des exemples les plus audacieux de démocratie participative instituée dans un pays en développement.